# Kakuichi Mimura
Kakuichi Mimura (三村 恪一, Mimura Kakuichi, né le 16 août 1931 à Tokyo au Japon et mort le 19 février 2022) est un footballeur japonais.